# كأس السوبر الأرجنتيني 2013
بطولة كأس السوبر الأرجنتيني 2013 هي النسخة الثانية من بطولة كأس السوبر الأرجنتيني، لعب يوم 31 يناير 2014 في ملعب خوان خيلبرتو فونيس، بين فريق فيليز سارسفيلد الفائز بالدوري وفريق أرسنال ساراندي الفائز بكأس الأرجنتين. وقد انتهت المباراة بفوز فيليز سارسفيلد بالمباراة بنتيجة 1–0 ليحصد لقبه الأول في تاريخ البطولة.

## التفاصيل
| فيليز سارسفيلد      | 1–0 | أرسنال ساراندي |
| ------------------- | --- | -------------- |
| هيكتور كانتيروس 60' |     |                |